# 查尔斯·蒂利
查尔斯·蒂利（英語：Charles Tilly，1929年5月27日—2008年4月29日）是一位美國知名社會學家、政治学家、历史学家，其作品主要研究政治与社会之间的关系。1969-1984年，在密歇根大学任历史、社会学和社会科学教授，其最后一个职务是在哥伦比亚大学约瑟夫·伯滕威泽讲座教授。他被誉为“二十一世纪社会学之父”以及“世界杰出的社会学家和历史学家之一”，因为其“学问无与伦比，思想深刻犀利，精神坚定不移”。在在其去世之后，众多特别期刊、会议、奖项以及讣告均以以他的名义出现。

## 人物生平
1929年出生于伊利诺伊州，1950年毕业于哈佛大学。曾在朝鲜战争中担任美国海军士兵。1958年完成哈佛大学博士学位。主要關懷為歐洲現代國家形成的歷史,市民的社會抵抗與政治參與,社會運動等主題,領域橫跨政治、經濟、歷史,甚至認同、信賴等文化課題。

## 代表作品
- 《旺代：1763年反革命的社会学分析》，The Vendée: A Sociological Analysis of the Counter-revolution of 1793
- 《欧洲视角下的集体暴力》
- 《克里奥与密涅瓦》，Clio and Minerva
- 《转型后的共产主义政治经济》
- 《斗争的动力》
- 《欧洲的抗争与民主(1650-2000)》，Contention & Democracy in Europe, 1650–2000
- 《社会运动，1768—2004》，Social Movements, 1768–2004
- 《从争论到民主》
- 《身份、边界与社会联系》
- 《信任与统治》
- 《为什么？》，Why?
- 《牛津语境政治分析手册》
- 《抗争政治》
- 《政权与斗争剧目》
- 《民主》，Democracy
- 《信用与责任》
- 《抗争的艺术》
- 《社会运动，1768–2008》，Social Movements, 1768–2008
- 《强制、资本和欧洲国家》，Coercion, Capital, and European States